# NGC 1898
NGC 1898是在天球上位於劍魚座的一個球狀星團，該星團位於距離地球約17萬光年的大麥哲倫星系內部，年齡約135億年。 
長期以來一般認為NGC 1898於1834年由約翰·赫歇爾發現，但最近的研究顯示詹姆士·敦洛普在1826年就觀測到該星團，但未能識別。 